# Rhinella limensis
El sapo de Lima o sapo costero peruano (Rhinella limensis) es una especie de anfibios de la familia Bufonidae. Es endémica de la región costera de Perú. Su hábitat incluye ríos, desiertos, playas de arena, tierra arable y jardines rurales.